# Gagea
Gagea és un gènere de nombroses espècies que floreixen en la primavera i pertanyen a la família Liliaceae, trobant-se a Europa i Àsia occidental. El seu nom ret homenatge al naturalista anglès Sir Thomas Gage. Van ser descrites originalment com a espècies d'Ornithogalum.
La correcta determinació de la multitud d'espècies del gènere Gagea en basa principalment en caracters vegetatius dels bulbs i les fulles basals. És un gènere força complex on hi ha bastantes formes intermedies que poden portar fàcilment a confusió. A continuació hi ha el llistat dels taxons descrits a la península Ibèrica segons el criteri de Flora Ibèrica, amb les equivalències (quan s'escau) amb els descrits a la Flora dels Països Catalans. També hi ha alguna indicació geogràfica de les espècies presents als Països Catalans.

## Algunes espècies
Gagea bohemica (Zauschn.) Schult. & Schult. fil.
Gagea dubia A. Terracc.
Gagea foliosa subsp. durieui (Parl.) G. López (=G. durieui Parl.): Alacant i Illes Balears
Gagea foliosa subsp. ellyptica A. Terracc.
Gagea foliosa subsp. nevadensis (Boiss.) O. Bolòs, Masalles & Vigo
Gagea lacaitae A. Terracc.(=G.foliosa subsp. foliosa (J. Et C. Presl.) Schultes): Plana de Lleida i Girona
Gagea liotardii (Sternb.) Schult. & Schult. fil. (=G.fragifera (Vill.) E.Bayer): Pirineus
Gagea lutea (L.) Ker Gawl.: Pirineus
Gagea mauritanica Durieu: Illes Balears
Gagea pratensis (Pers.) Dumort.: Pirineu Oriental, Andorra
Gagea reverchonii Degen (=G.lutea subsp. burnatii (Terrac) Lainz): València, Castelló, Girona
Gagea soleirolii F.W. Schultz: Pirineu central, Andorra
Gagea villosa (M. Bieb.) Sweet: camps de cereals, des dels Pirineus al Nord de València.
Gagea wilczekii Braun-Blanq. & Maire: Alacant